# Led Zeppelin Scandinavian Tour 1968
Led Zeppelin Scandinavian Tour 1968 е скандинавско турне (в Швеция и Дания) на английската рок група Лед Зепелин между 7 и 17 септември 1968 г. Това е и първото турне на групата въобще, въпреки че по онова време тя е концертирала под името Ярдбърдс.

## История
Турнето е изпълнение на договорен ангажимент от времето на разпадналите се Ярдбърдс. Точно два месеца след последния концерт на предишната група на Джими Пейдж е и първото участие на новата формация в клубът „Тийн“ на гимназията в датското градче Гладсаксе. За това първо представяне пред публика, Питър Грант си спомня:
Гледайки отстрани, за мен бе очевидна магията на това, което става на сцената.
Джими Пейдж:
Фантастично турне. Оставяхме ги (публиката) да тропат по сцената след всяко шоу.
Робърт Плант:
На този първи тур не изкарахме никакви пари. Джими вложи всяко едно пени, което бе спестил от Ярдбърдс, а то не бе много. Докато Питър не ги пое (Ярдбърдс), те не печелеха достатъчно. Екипът ни за обиколката се състоеше от един човек. В Скандинавия бяхме още много зелени, колебливи – прохождахме. И безразсъдни, но не колкото когато изпитахме радостта от факта, че сме Лед Зепелин.
Групата се изписва на плакатите ту като „Ярдбърдс“, ту като „Ню Ярдбърдс“, заради Пейдж, останал единствен от тази формация. По-късно той споделя:
Осъзнахме, че това, което означаваше предишната ми група, си е отишло. Нямаше смисъл да възкръсваме репутацията с подобни етикети и затова решихме да сменим името след Скандинавското турне. Това щеше да е ново начало за нас.

## Сетлист
- Train Kept A-Rollin'
- Dazed and Confused
- White Summer / Black Mountain Side
- For Your Love
- Communication Breakdown
- I Can't Quit You Baby
- You Shook Me
- Babe I'm Gonna Leave You
- How Many More Times
- As Long As I Have You

## Концерти
| Дата                 | Град      | Държава  | Място                                                 |
| -------------------- | --------- | -------- | ----------------------------------------------------- |
| 7 септември 1968 г.  | Гладсаксе | Дания    | Gladsaxe Teen Club, Egegård Skole – първо вечерно шоу |
| 7 септември 1968 г.  | Брьонбю   | Дания    | Brøndby PopClub, Nørregårdsskolen – второ вечерно шоу |
| 8 септември 1968 г.  | Лоланд    | Дания    | Reventlowparken – следобедно шоу                      |
| 8 септември 1968 г.  | Роскиле   | Дания    | Fjordvilla Club – вечерноно шоу                       |
| 12 септември 1968 г. | Стокхолм  | Швеция   | Stora Scenen                                          |
| 13 септември 1968 г. | Стокхолм  | Швеция   | Inside Club                                           |
| 14 септември 1968 г. | Книвста   | Швеция   | Angby Park                                            |
| 15 септември 1968 г. | Гьотеборг | Швеция   | Liseberg Amusement Park                               |
| 17 септември 1968 г. | Малмьо    | Швеция   | Klub Bongo                                            |
| 18 септември 1968 г. | Гьотеборг | Швеция   |                                                       |
| 20 септември 1968 г. | Стокхолм  | Швеция   | Stockholm Concert Hall                                |
| 21 септември 1968 г. | Стокхолм  | Швеция   | Stockholm Concert Hall                                |
| 22 септември 1968 г. | Берген    | Норвегия | Gimle School                                          |
| 23 септември 1968 г. | Осло      | Норвегия | Manglerud Club                                        |
| 24 септември 1968 г. | Осло      | Норвегия | Manglerud Club                                        |